# Tunga (Leyte)
Tunga é um município de  sexta classe de renda municipal (d) na província Leyte, nas Filipinas. De acordo com o censo de 1 de maio  de  2020 possui uma população de 7 656 pessoas e 1 764 domicílios.